# Gayfers
Gayfer's was een regionale warenhuisketen in het zuiden van de Verenigde Staten. De winkelketen, gevestigd in Mobile, Alabama, was actief van 1879 tot 1998, toen het werd overgenomen door Dillard's.

## Geschiedenis
Enige tijd na de Burgeroorlog emigreerde C.J. Gayfer van Southwold in Engeland naar Mobile in Alabama. In 1879 opende hij een warenhuis, Gayfer's, in het centrum van Mobile. Toen Gayfer in 1915 overleed, had hij 150 mensen in dienst en had een gemiddelde jaarlijkse omzet van meer dan $ 500.000. Gayfer werd bekend vanwege zijn filantropie en was een van de eerste voorstanders van gezondheidszorgvoorzieningen voor werknemers.
In de jaren 1950 werd Gayfer's overgenomen door de winkelketen Mercantile Stores, die vervolgens agressief aan de uitbreiding van de keten werkte. Het eerste filiaal werd in 1956 geopend in het Town & Country Plaza in Pensacola, Florida. Deze succesvolle stap werd vier jaar later gevolgd door de opening van de Springdale Plaza-winkel in Mobile, Alabama. Deze winkel werd het vlaggenschip van het bedrijf. De winkel in Downtown Mobile sloot in 1985.
Gayfer's breidde in 1963 uit naar de westelijke Golfkust en opende een winkel in het Edgewater Plaza Shopping City (later Edgewater Mall) in Biloxi, Mississippi. Deze winkel werd in 1974 en 1987 uitgebreid. In 1969 werd er een winkel geopend in Tuscaloosa, Alabama .
In 1970 werd de apostrof in de bedrijfsnaam geschrapt. Dit was duidelijk een topjaar voor het bedrijf, aangezien er winkels werden geopend in Montgomery, Alabama (door de aankoop van Montgomery Fair, gevestigd in Montgomery); in de Jackson Mall in Jackson, Mississippi, en er werd begonnen met de bouw van een tweede winkel in Pensacola, Florida, in de Cordova Mall.
In de twintig jaar daarna werden er nieuwe winkels geopend of verbouwd. In 1981 waren er al 18 winkels met de naam Gayfers. In 1989 werd de vlaggenschipwinkel van Gayfers, in de Springdale Plaza and Mall in Mobile als hoofdkwartier had, uitgebreid tot 26.500 m². In februari 1992 nam moederbedrijf Mercantile de warenhuisketen Maison Blanche over en doopte de winkels in Orlando (Altamonte, Florida, Fashion Square), Daytona Beach (Volusia) en Jacksonville (Roosevelt, Regency, Orange Park, Avenues) om tot Gayfers. Hierdoor groeide het uit tot een van de grootste warenhuisketens in de zuidelijke Verenigde Staten en de grootste in de regio van Miami tot Atlanta en Houston.
In 1998 werd Mercantile Stores gekocht door Dillard's, Inc., en de winkels die niet werden gesloten of verkocht aan andere retailers werden omgebouwd tot Dillard's, dat daarna stopte met uitbreiden door middel van overnames. 